# جايمس واليك
جايمس واليك (بالإنجليزية: James Wolk)‏ مواليد 22 مارس 1985 في فارمنغتون هيلز، ميشيغان، الولايات المتحدة، هو ممثل أمريكي بدأ مسيرته الفنية عام 2006. درس في جامعة ميشيغان.

## الأعمال
- تجربة سجن ستانفورد
- النهايات السعيدة
- ماد من
- 2015: زوو (الدور: جاكسون اوز)

## وصلات خارجية
- جايمس واليك على موقع IMDb (الإنجليزية)
- جايمس واليك على موقع ألو سيني (الفرنسية)
- جايمس واليك على موقع أول موفي (الإنجليزية)
- جايمس واليك على موقع قاعدة بيانات الأفلام السويدية (السويدية)
- جايمس واليك على موقع إن إن دي بي (الإنجليزية)
- جايمس واليك على موقع قاعدة بيانات الفيلم (الإنجليزية)
- جايمس واليك على موقع كينوبويسك (الروسية)